# Ganglion limfatic
Ganglionii limfatici sunt formațiuni ovale sau reniforme, aflate pe traseul vaselor limfatice.

## Localizare
- Zona cervicală
- Zona axilară
- Zona inghinală
- Zona mediastinală etc.

## Funcții
- de apărare (prin fagocitoză)
- de producere a unor elemente figurate (limfocite și monocite)